# Trochosa parviguttata
Trochosa parviguttata är en spindelart som först beskrevs av Embrik Strand 1906.  Trochosa parviguttata ingår i släktet Trochosa och familjen vargspindlar.
Artens utbredningsområde är Etiopien. Inga underarter finns listade i Catalogue of Life.